# Menhirs de la forêt du Devens
La forêt du lieu-dit Le Devens, qui chevauche les anciennes communes de Saint-Aubin-Sauges et de Gorgier, dans le canton de Neuchâtel, Suisse, abrite en plus de tumulus et d'autres vestiges deux menhirs d'intérêt : le Grand Menhir de la forêt du Devens, et le menhir tronqué de la forêt du Devens.

## Le Grand Menhir
Le Grand Menhir de la forêt du Devens (aussi appelé menhir de Gorgier) est un mégalithe datant du Néolithique situé sur le territoire de Gorgier, dans le canton de Neuchâtel, en Suisse.

### Situation
Le menhir se dresse dans une petite clairière de la forêt du Devens, à proximité du Chemin de l'Établissement. Il est implanté à proximité de deux autres menhirs, le Menhir Tronqué De La Forêt Du Devens et Le Menhir du Pré de Devens. Tous trois forment un triangle avec quelques centaines de mètres de distance entre les points.

### Description
Constituée d'un bloc de granit, la pierre mesure environ 3 m de hauteur pour 1,4 m de largeur. Sa forme est régulière et effilée.
La fosse creusée autour du menhir est le résultat des fouilles entreprises dans les années 1860 par le Dr Gustave Clément, amateur d'antiquités. La large dalle de granite rougi mise au jour à une trentaine de centimètres de profondeur était recouverte de charbon de bois en grande quantité, ce qui indique vraisemblablement l'existence d'un foyer au pied du menhir. Les fragments de céramique trouvés lors de ces fouilles datent de la Préhistoire.
Ce genre de mégalithes isolés est difficile à dater, vu le manque de vestiges attestés en contexte archéologique contrôlé dans les alentours, sur lesquels se baserait la datation; les tessons de céramiques retrouvés lors des fouilles du Grand Menhir de la forêt du Devens n'ont en effet pas été datés précisément. Cependant, il est probable que le menhir a été dressé en même temps qu'une grande partie des monuments mégalithiques en Suisse pendant le Ve millénaire av. J.-C. (Néolithique moyen) ou sinon, au IIIe millénaire av. J.-C. lors d'une deuxième phase de construction de sites mégalithiques (Néolithique final).

## Le Menhir Tronqué
Le menhir tronqué de la Forêt du Devens est un menhir partiellement conservé à proximité du menhir de Gorgier

### Situation
Le menhir se trouve aussi sur le lieu-dit Le Devens, à 300 m sud-ouest du Menhir de Gorgier et à 200 m à l'est du Menhir du Pré de Devens, avec lesquels il forme un triangle avec quelques centaines de mètres de distance entre les points.

### Description

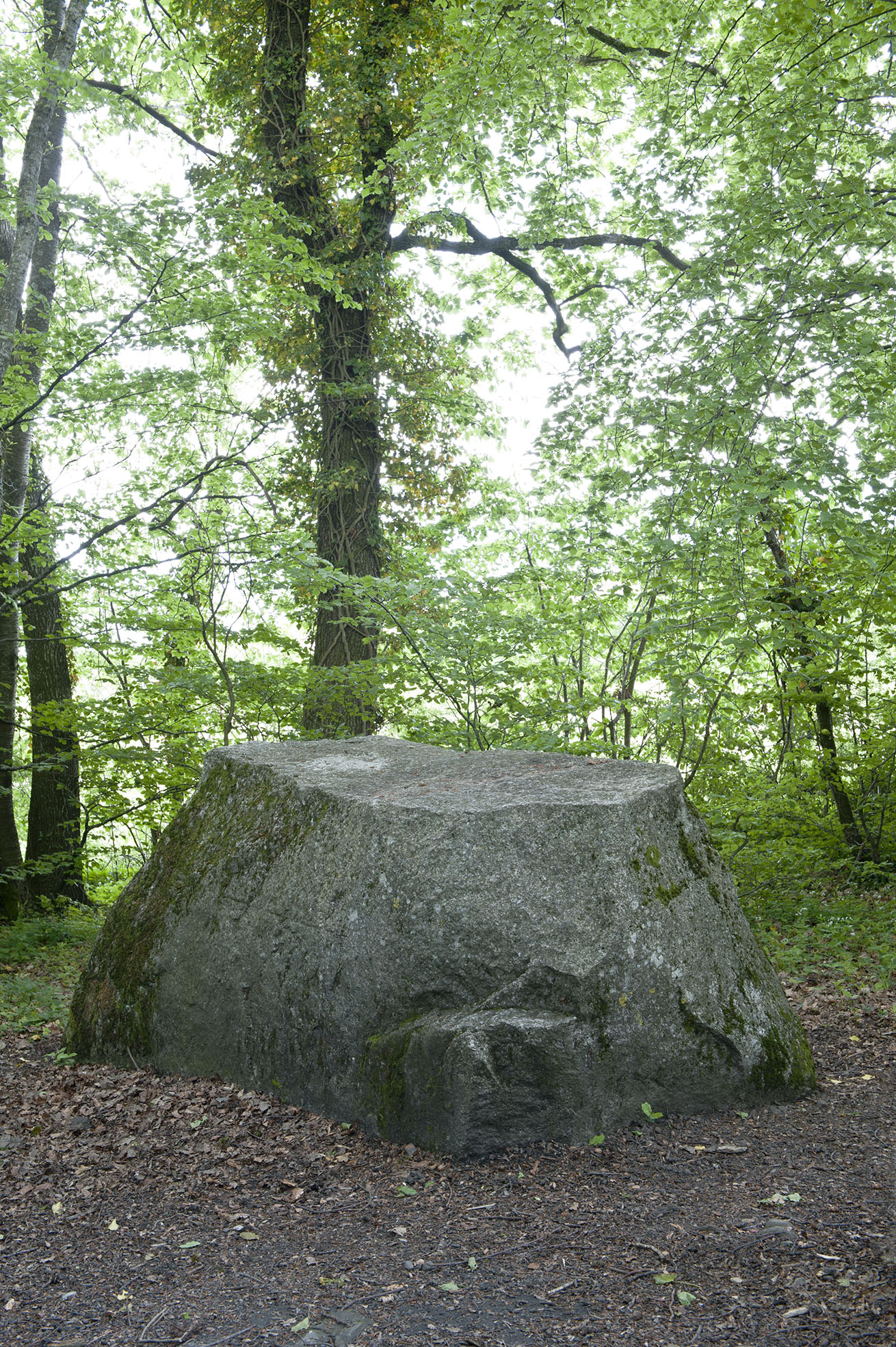
Le Menhir Tronqué de la forêt du Devens

Le menhir tronqué de la forêt du Devens fut décrit par Albert Vouga en 1881 en tant qu'un bloc en granite avec une forme pyramidale régulière d'environ 3 m de hauteur et qui se trouvait en équilibre sur une base rectangulaire de 2 m sur 1 m. Le menhir étant alors recouvert de végétation, il n'en existe pas de dessin ou de mesures exactes dans sa taille originale,. Il était le plus élevé des trois menhirs sur le lieu-dit Le Devens ; l'une des quatre faces était parfaitement unie, ce qui serait dû au travail de l'homme.
Pendant la deuxième moitié du XIXe siècle, la partie supérieure a été débitée, probablement par des granitiers transalpins alors installés dans la région. La base est encore visible sur 1 m de hauteur et porte des traces de ce débitage. Ce genre de débitage permettait aux granitiers de démontrer leur habileté et d'exploiter le granite dur pour la fabrication de fontaines, bassins, pressoirs ou de bornes routières.
Tout comme le Grand Menhir de la forêt du Devens, sa datation ne peut être qu'estimée au Ve millénaire av. J.-C. ou au IIIe millénaire av. J.-C. au sein de l'une des deux phases de construction mégalithique en Suisse, au Néolithique moyen ou au Néolithique final.

## Signification
C'est au cours du Ve millénaire av. J.-C. que les menhirs apparaissent dans les régions aujourd'hui sur territoire suisse. Ils arrivent avec l'agriculture, mais se concentrent principalement en Suisse Romande, notamment sur la rive nord du lac de Neuchâtel, le bassin lémanique et la haute vallée du Rhône,. Leur fabrication se fait à part de blocs erratiques d'origine alpine, en raison de leur résistance à l'érosion et donc avec la garantie de pérennité du monument ; leurs formes sont géométriques (comme dans le cas des deux menhirs de la forêt du Devens) ou, plus rarement, anthropomorphiques. Les sites avec plusieurs menhirs en alignement, comme à Treytel-A Sugiez ou Saint-Aubin/Derrière La Croix, peuvent être interprétés comme des lieux revêtus d'une signification symbolique et/ou rituelle, mais la signification des menhirs individuels qui jalonnent la rive nord du lac de Neuchâtel est plus difficiles à interpréter. Depuis le bord du lac jusqu'au dernières moraines sur les flancs du Jura à 650 m d'altitude, ces menhirs ont été érigés sur des terrasses, ce qui pourrait indiquer qu'ils servaient en tant que balises de chemins, indication d'une source d'eau ou de matière première ou encore d'un croisement de chemins,. Étant les seuls monuments pérennes dans la région au Néolithique, ils ont aussi pu servir en tant que points d'orientation et de structuration des terres pour ces premières communautés d'agriculteurs,, tout comme ils auraient pu être érigés pour indiquer des lieux sacrés, des lieux de rituels, pour représenter des dieux ou encore pour commémorer des personnages de leur communauté.